# Blood Bound
Blood Bound is de zevende single van de Zweedse Heavy-en powermetalband HammerFall en werd uitgebracht op 28 januari in 2005. Het is de enige single van het album Chapter V: Unbent, Unbowed, Unbroken die uitgebracht werd.
De instrumentale/karaoke versie van "Blood Bound" was gelinkt aan een wedstrijd waarbij fans hun versie van dat nummer konden opsturen naar Nuclear Blast. Hierdoor hadden ze de kans om een 'meet and greet' met de bandleden van HammerFall te winnen tijdens hun shows in april 2005.
De cover van deze cd werd gemaakt door Samwise Didier die het originele idee volgde van Joacim Cans en Oscar Dronjak.

## Lijst van nummers
| 1.                 | Blood Bound                                | Dronjak, Cans            | 3:50 |
| 2.                 | Blood Bound (Instrumentale/Karaoke versie) | Dronjak, Cans            | 3:51 |
| 3.                 | The Metal Age (live)                       | Dronjak, Cans, Strömblad | 5:36 |
| 4.                 | Enhanced Part                              |                          |      |
| Totale duur: 13:17 |                                            |                          |      |

- Het uitgebreid deel (Enhanced Part) bevat een screensaver en 3 wallpapers (in .jpg-formaat).
- Van het nummer "Blood Bound" werd ook een muziekvideo gemaakt.[2]

## Bezetting
| Naam             | Functie                       |
| ---------------- | ----------------------------- |
| Joacim Cans      | leadzanger, achtergrondzanger |
| Oscar Dronjak    | gitarist, achtergrondzanger   |
| Stefan Elmgren   | leadgitarist                  |
| Magnus Rosén     | bassist                       |
| Anders Johansson | drummer                       |

## Gastartiesten
Aanvullende achtergrondzangers:
- Rolf Köhler
- Olaf Zenkbiel
- Mats Rendlert
- Joacim Lundberg
- Markus Sköld
- Johan Aremyr